# Premier League Darts 2021
De Unibet Premier League Darts 2021 was de zeventiende editie van het jaarlijkse dartstoernooi georganiseerd door de PDC. Het toernooi zou beginnen op 4 februari en de finale zou op 27 mei 2021 zijn. In verband met te treffen coronamaatregelen vonden de evenementen echter later plaats. De eerste negen ronden worden gespeeld van 5 tot 9 april en van 19 tot 22 april, alles achter gesloten deuren in de Marshall Arena in Milton Keynes. Glen Durrant was de titelhouder. Hij versloeg in de finale van 2020 Nathan Aspinall met 11 - 8. Deze editie werd gewonnen door Jonny Clayton. Hij versloeg José de Sousa in de finale met 11 - 5.

## Format
Het toernooiformat was hetzelfde als dat van 2018, met een permanente lijst van tien spelers in plaats van negen spelers en elke week een gast-"uitdager", zoals werd gebruikt in 2019 en 2020.
Fase 1: In elke ronde spelen de tien spelers tegen elkaar in vijf wedstrijden. Fase 1-wedstrijden hebben een maximum van twaalf legs, waarbij de winnaar als eerste tot zeven legs geraakt of het kan een zes-zes gelijkspel worden. Aan het einde van Fase 1 worden de onderste twee spelers uit de rangschikking verwijderd.
Fase 2: In elke ronde spelen de overgebleven acht spelers tegen elkaar in vier wedstrijden. Fase 2-wedstrijden hebben een maximum van veertien legs, waarbij de winnaar als eerste tot acht legs geraakt of het kan een zeven-zeven gelijkspel worden. Aan het einde van Fase 2 worden de onderste vier spelers van de ranglijst uit de rangschikking verwijderd.
Play-off Night: De vier beste spelers in de ranglijst betwisten de twee knock-out halve finales, waarbij de eerste tegen de vierde en de tweede tegen de derde uit de rangschikking tegen elkaar spelen. In de halve finales moet men als eerste 10 legs winnen (best of 19). De twee winnende halvefinalisten ontmoeten elkaar in de finale, waar men als eerste 11 legs moet winnen (best of 21).

## Speelsteden/-gelegenheden
Op de aangekondigde kalender stond ook The Brighton Centre weer op de kalender, nadat hier voor het laatst de Premier League werd georganiseerd in 2017. De oorspronkelijke kalender bevatte ook rondes in Birmingham, Belfast, Leeds, Berlijn, Rotterdam, Glasgow, Manchester, Newcastle, Sheffield en Londen. Deze waren allemaal waren gepland voor 2020 maar werden geannuleerd vanwege de COVID-19-pandemie, waarbij Berlijn Londen vervangt als de geplande gastheer van de finale. Het was niet de bedoeling dat Milton Keynes en Coventry, die na de pandemie in 2020 rondes organiseerden, niet op de kalender van 2021 zouden staan. Vanwege de aanhoudende pandemie bevestigde PDC dat de eerste negen ronden over twee verschillende weken zouden worden gehouden in de Marshall Arena in Milton Keynes. Op 22 maart 2021 werd bevestigd dat alle resterende data, inclusief de play-offs, ook zullen worden gespeeld in Milton Keynes.
| Milton Keynes  |
| -------------- |
| Marshall Arena |
|                |

## Prijzengeld
Het prijzengeld is ten opzichte van de vorige editie gestegen naar £ 855.000.
| Plaats                       | Prijzengeld (Totaal: £855.000) |
| ---------------------------- | ------------------------------ |
| Winnaar                      | £ 250.000                      |
| Runner-up                    | £ 120.000                      |
| Halvefinalist                | £ 80.000                       |
| Koploper (na 16 speelrondes) | £ 25.000                       |
| 5e plaats                    | £ 70.000                       |
| 6e plaats                    | £ 60.000                       |
| 7e plaats                    | £ 55.000                       |
| 8e plaats                    | £ 50.000                       |
| 9e plaats                    | £ 35.000                       |
| 10e plaats                   | £ 30.000                       |

## Spelers
De top 4 van de PDC Order of Merit zijn automatisch gekwalificeerd voor deelname aan de Premier League Darts. Voor de editie van 2021 zijn dit: Gerwyn Price, Michael van Gerwen, Peter Wright en Rob Cross. Gerwyn Price testte echter positief op COVID-19 en werd vervangen door James Wade.
De andere zes spelers mogen deelnemen dankzij het verkrijgen van een wildcard. De PDC maakte op 3 januari 2021, direct na de finale van het PDC World Darts Championship 2021, het deelnemersveld voor de Premier League Darts 2021 bekend. De tiende speler, Jonny Clayton, werd bekendgemaakt nadat hij op 31 januari 2021 The Masters won.
| Speler                | Aantal deelnames in de Premier League | Aantal deelnames op rij | Positie op de PDC Order of Merit | Beste resultaat                        | Kwalificatie                                            |
| --------------------- | ------------------------------------- | ----------------------- | -------------------------------- | -------------------------------------- | ------------------------------------------------------- |
| James Wade            | 11                                    | 1                       | 4 (op moment van oproepen)       | Winnaar (2009)                         | Viel in nadat Gerwyn Price positief testte op COVID-19. |
| Michael van Gerwen    | 9                                     | 9                       | 2                                | Winnaar (2013, 2016, 2017, 2018, 2019) | PDC Order of Merit                                      |
| Peter Wright          | 8                                     | 8                       | 3                                | Finalist (2017)                        | PDC Order of Merit                                      |
| Rob Cross             | 4                                     | 4                       | 4 (op moment van loting)         | Finalist (2019)                        | PDC Order of Merit                                      |
| Nathan Aspinall       | 2                                     | 2                       | 5                                | Finalist (2020)                        | Wildcard                                                |
| Gary Anderson         | 10                                    | 2                       | 8                                | Winnaar (2011, 2015)                   | Wildcard                                                |
| Dimitri Van den Bergh | 1                                     | 1                       | 10                               | Debuut                                 | Wildcard                                                |
| Glen Durrant          | 2                                     | 2                       | 13                               | Winnaar (2020)                         | Wildcard                                                |
| José de Sousa         | 1                                     | 1                       | 15                               | Debuut                                 | Wildcard                                                |
| Jonny Clayton         | 1                                     | 1                       | 18                               | Debuut                                 | Wildcard                                                |

## Uitslagen

### Fase 1

#### Speelronde 1 - 5 april
Marshall Arena, Milton Keynes
|                                              | Gem.   | Score | Gem.   |                       |
| -------------------------------------------- | ------ | ----- | ------ | --------------------- |
| Nathan Aspinall                              | 97,62  | 7 – 3 | 87,99  | Glen Durrant          |
| Rob Cross                                    | 96,53  | 6 – 6 | 91,66  | José de Sousa         |
| Peter Wright                                 | 101,20 | 6 – 6 | 105,56 | Jonny Clayton         |
| James Wade                                   | 98,14  | 6 – 6 | 98,13  | Gary Anderson         |
| Michael van Gerwen                           | 100,16 | 6 – 6 | 99,52  | Dimitri Van den Bergh |
| Gemiddelde: 97,65                            |        |       |        |                       |
| Hoogste uitgooi: Dimitri Van den Bergh (164) |        |       |        |                       |
| Meeste 180s: Rob Cross en James Wade (6)     |        |       |        |                       |
| Totaal 180s: 30                              |        |       |        |                       |

#### Speelronde 2 - 6 april
Marshall Arena, Milton Keynes
|                                        | Gem.   | Score | Gem.  |                 |
| -------------------------------------- | ------ | ----- | ----- | --------------- |
| Gary Anderson                          | 99,75  | 7 – 5 | 97,08 | José de Sousa   |
| Jonny Clayton                          | 98,61  | 7 – 3 | 88,81 | Glen Durrant    |
| Dimitri Van den Bergh                  | 103,70 | 7 – 5 | 98,32 | Nathan Aspinall |
| Michael van Gerwen                     | 92,16  | 7 – 2 | 88,41 | Peter Wright    |
| James Wade                             | 88,78  | 3 – 7 | 94,28 | Rob Cross       |
| Gemiddelde: 94,99                      |        |       |       |                 |
| Hoogste uitgooi: Gary Anderson (145)   |        |       |       |                 |
| Meeste 180s: Dimitri Van den Bergh (7) |        |       |       |                 |
| Totaal 180s: 32                        |        |       |       |                 |

#### Speelronde 3 - 7 april
Marshall Arena, Milton Keynes
|                                      | Gem.   | Score | Gem.   |                       |
| ------------------------------------ | ------ | ----- | ------ | --------------------- |
| Rob Cross                            | 97,87  | 3 – 7 | 107,58 | Michael van Gerwen    |
| Glen Durrant                         | 84,42  | 0 – 7 | 93,94  | Dimitri Van den Bergh |
| Peter Wright                         | 100,03 | 7 – 4 | 98,85  | Gary Anderson         |
| Nathan Aspinall                      | 96,50  | 7 – 4 | 92,50  | James Wade            |
| José de Sousa                        | 108,48 | 3 – 7 | 105,26 | Jonny Clayton         |
| Gemiddelde: 98,54                    |        |       |        |                       |
| Hoogste uitgooi: Jonny Clayton (141) |        |       |        |                       |
| Meeste 180s: Gary Anderson (6)       |        |       |        |                       |
| Totaal 180s: 29                      |        |       |        |                       |
| 9-darter: Jonny Clayton              |        |       |        |                       |

#### Speelronde 4 - 8 april
Marshall Arena, Milton Keynes
|                                              | Gem.   | Score | Gem.  |                    |
| -------------------------------------------- | ------ | ----- | ----- | ------------------ |
| Dimitri Van den Bergh                        | 101,02 | 6 – 6 | 97,46 | Peter Wright       |
| Jonny Clayton                                | 95,98  | 3 – 7 | 97,01 | Rob Cross          |
| José de Sousa                                | 100,95 | 6 – 6 | 95,82 | Nathan Aspinall    |
| James Wade                                   | 95,79  | 7 – 3 | 90,91 | Michael van Gerwen |
| Gary Anderson                                | 97,56  | 7 – 2 | 87,90 | Glen Durrant       |
| Gemiddelde: 96,04                            |        |       |       |                    |
| Hoogste uitgooi: Dimitri Van den Bergh (160) |        |       |       |                    |
| Meeste 180s: José de Sousa (11)              |        |       |       |                    |
| Totaal 180s: 36                              |        |       |       |                    |
| 9-darter: José de Sousa                      |        |       |       |                    |

#### Speelronde 5 - 9 april
Marshall Arena, Milton Keynes
|                                                | Gem.   | Score | Gem.   |                 |
| ---------------------------------------------- | ------ | ----- | ------ | --------------- |
| Gary Anderson                                  | 95,54  | 4 – 7 | 99,11  | Jonny Clayton   |
| Peter Wright                                   | 100,94 | 7 – 5 | 95,43  | Rob Cross       |
| Michael van Gerwen                             | 99,71  | 6 – 6 | 105,38 | Nathan Aspinall |
| James Wade                                     | 90,83  | 7 – 3 | 87,69  | Glen Durrant    |
| Dimitri Van den Bergh                          | 98,48  | 3 – 7 | 104,30 | José de Sousa   |
| Gemiddelde: 97,74                              |        |       |        |                 |
| Hoogste uitgooi: James Wade (152)              |        |       |        |                 |
| Meeste 180s: Jonny Clayton & José de Sousa (6) |        |       |        |                 |
| Totaal 180s: 33                                |        |       |        |                 |

#### Speelronde 6 - 19 april
Marshall Arena, Milton Keynes
|                                                              | Gem.   | Score | Gem.   |                       |
| ------------------------------------------------------------ | ------ | ----- | ------ | --------------------- |
| Rob Cross                                                    | 100,54 | 5 – 7 | 94,82  | Gary Anderson         |
| José de Sousa                                                | 101,91 | 7 – 5 | 104,01 | James Wade            |
| Jonny Clayton                                                | 102,64 | 3 – 7 | 102,32 | Dimitri Van den Bergh |
| Glen Durrant                                                 | 84,94  | 3 – 7 | 87,63  | Michael van Gerwen    |
| Nathan Aspinall                                              | 105,20 | 7 – 3 | 98,27  | Peter Wright          |
| Gemiddelde: 98,23                                            |        |       |        |                       |
| Hoogste uitgooi: Dimitri Van den Bergh & Jonny Clayton (121) |        |       |        |                       |
| Meeste 180s: Jonny Clayton (6)                               |        |       |        |                       |
| Totaal 180s: 30                                              |        |       |        |                       |

#### Speelronde 7 - 20 april
Marshall Arena, Milton Keynes
|                                                                   | Gem.  | Score | Gem.   |                       |
| ----------------------------------------------------------------- | ----- | ----- | ------ | --------------------- |
| Glen Durrant                                                      | 89,32 | 4 – 7 | 96,09  | José de Sousa         |
| Rob Cross                                                         | 99,95 | 4 – 7 | 101,17 | Dimitri Van den Bergh |
| Nathan Aspinall                                                   | 95,44 | 6 – 6 | 100,11 | Jonny Clayton         |
| Peter Wright                                                      | 98,36 | 4 – 7 | 105,76 | James Wade            |
| Michael van Gerwen                                                | 98,25 | 6 – 6 | 97,37  | Gary Anderson         |
| Gemiddelde: 97,92                                                 |       |       |        |                       |
| Hoogste uitgooi: Nathan Aspinall & Dimitri Van den Bergh (124)    |       |       |        |                       |
| Meeste 180s: José de Sousa, Dimitri Van den Bergh & Rob Cross (5) |       |       |        |                       |
| Totaal 180s: 29                                                   |       |       |        |                       |

#### Speelronde 8 - 21 april
Marshall Arena, Milton Keynes
|                                                     | Gem.   | Score | Gem.   |                       |
| --------------------------------------------------- | ------ | ----- | ------ | --------------------- |
| Rob Cross                                           | 90,52  | 5 – 7 | 94,58  | Nathan Aspinall       |
| Gary Anderson                                       | 91,16  | 5 – 7 | 87,28  | Dimitri Van den Bergh |
| Michael van Gerwen                                  | 104,72 | 7 – 4 | 98,69  | José de Sousa         |
| James Wade                                          | 105,29 | 7 – 2 | 103,23 | Jonny Clayton         |
| Peter Wright                                        | 94,75  | 7 – 1 | 79,54  | Glen Durrant          |
| Gemiddelde: 94,51                                   |        |       |        |                       |
| Hoogste uitgooi: Peter Wright (156)                 |        |       |        |                       |
| Meeste 180s: Michael van Gerwen & José de Sousa (7) |        |       |        |                       |
| Totaal 180s: 35                                     |        |       |        |                       |

#### Speelronde 9 - 22 april (Judgement Night)
Marshall Arena, Milton Keynes
|                                               | Gem.   | Score | Gem.   |                    |
| --------------------------------------------- | ------ | ----- | ------ | ------------------ |
| Glen Durrant                                  | 85,19  | 5 – 7 | 91,36  | Rob Cross          |
| Jonny Clayton                                 | 100,25 | 7 – 3 | 91,01  | Michael van Gerwen |
| Nathan Aspinall                               | 102,45 | 7 – 2 | 88,35  | Gary Anderson      |
| José de Sousa                                 | 101,23 | 6 – 6 | 97,08  | Peter Wright       |
| Dimitri Van den Bergh                         | 97,96  | 6 – 6 | 102,93 | James Wade         |
| Gemiddelde: 95,58                             |        |       |        |                    |
| Hoogste uitgooi: Dimitri Van den Bergh (160)  |        |       |        |                    |
| Meeste 180s: José de Sousa & Peter Wright (7) |        |       |        |                    |
| Totaal 180s: 36                               |        |       |        |                    |

### Fase 2

#### Speelronde 10 - 5 mei
Marshall Arena, Milton Keynes
|                                        | Gem.   | Score | Gem.   |                    |
| -------------------------------------- | ------ | ----- | ------ | ------------------ |
| Jonny Clayton                          | 105,33 | 8 – 5 | 92,67  | James Wade         |
| José de Sousa                          | 99,28  | 8 – 3 | 93,62  | Gary Anderson      |
| Dimitri Van den Bergh                  | 106,78 | 3 – 8 | 109,96 | Michael van Gerwen |
| Peter Wright                           | 88,52  | 5 – 8 | 93,81  | Nathan Aspinall    |
| Gemiddelde: 98,75                      |        |       |        |                    |
| Hoogste uitgooi: Nathan Aspinall (161) |        |       |        |                    |
| Meeste 180s: Jonny Clayton (6)         |        |       |        |                    |
| Totaal 180s: 29                        |        |       |        |                    |

#### Speelronde 11 - 6 mei
Marshall Arena, Milton Keynes
|                                              | Gem.   | Score | Gem.   |                       |
| -------------------------------------------- | ------ | ----- | ------ | --------------------- |
| Nathan Aspinall                              | 103,33 | 6 – 8 | 102,89 | Dimitri Van den Bergh |
| James Wade                                   | 97,40  | 7 – 7 | 97,56  | José de Sousa         |
| Gary Anderson                                | 104,63 | 8 – 3 | 92,70  | Peter Wright          |
| Michael van Gerwen                           | 95,83  | 8 – 5 | 93,68  | Jonny Clayton         |
| Gemiddelde: 98,50                            |        |       |        |                       |
| Hoogste uitgooi: Dimitri Van den Bergh (136) |        |       |        |                       |
| Meeste 180s: José de Sousa (10)              |        |       |        |                       |
| Totaal 180s: 34                              |        |       |        |                       |

#### Speelronde 12 - 7 mei
Marshall Arena, Milton Keynes
|                                      | Gem.   | Score | Gem.   |                 |
| ------------------------------------ | ------ | ----- | ------ | --------------- |
| Peter Wright                         | 84,30  | 1 – 8 | 102,90 | José de Sousa   |
| Michael van Gerwen                   | 107,44 | 8 – 3 | 110,28 | James Wade      |
| Jonny Clayton                        | 92,88  | 8 – 6 | 91,64  | Nathan Aspinall |
| Dimitri Van den Bergh                | 104,40 | 4 – 8 | 107,85 | Gary Anderson   |
| Gemiddelde: 100,21                   |        |       |        |                 |
| Hoogste uitgooi: Gary Anderson (146) |        |       |        |                 |
| Meeste 180s: Gary Anderson (6)       |        |       |        |                 |
| Totaal 180s: 27                      |        |       |        |                 |

#### Speelronde 13 - 24 mei
Marshall Arena, Milton Keynes
|                                      | Gem.   | Score | Gem.   |                       |
| ------------------------------------ | ------ | ----- | ------ | --------------------- |
| Jonny Clayton                        | 101,24 | 8 – 1 | 104,48 | Gary Anderson         |
| José de Sousa                        | 100,14 | 8 – 6 | 95,08  | Dimitri Van den Bergh |
| Nathan Aspinall                      | 96,90  | 8 – 3 | 96,68  | Michael van Gerwen    |
| James Wade                           | 96,29  | 4 – 8 | 98,68  | Peter Wright          |
| Gemiddelde: 98,69                    |        |       |        |                       |
| Hoogste uitgooi: Jonny Clayton (124) |        |       |        |                       |
| Meeste 180s: Peter Wright (5)        |        |       |        |                       |
| Totaal 180s: 25                      |        |       |        |                       |

#### Speelronde 14 - 25 mei
Marshall Arena, Milton Keynes
|                                        | Gem.   | Score | Gem.   |                       |
| -------------------------------------- | ------ | ----- | ------ | --------------------- |
| James Wade                             | 101,85 | 7 – 7 | 97,89  | Nathan Aspinall       |
| Jonny Clayton                          | 91,80  | 5 – 8 | 96,90  | José de Sousa         |
| Gary Anderson                          | 95,08  | 4 – 8 | 98,02  | Michael van Gerwen    |
| Peter Wright                           | 102,82 | 8 – 5 | 106,97 | Dimitri Van den Bergh |
| Gemiddelde: 98,92                      |        |       |        |                       |
| Hoogste uitgooi: Gary Anderson (138)   |        |       |        |                       |
| Meeste 180s: Dimitri Van den Bergh (8) |        |       |        |                       |
| Totaal 180s: 27                        |        |       |        |                       |

#### Speelronde 15 - 26 mei
Marshall Arena, Milton Keynes
|                                     | Gem.   | Score | Gem.   |                       |
| ----------------------------------- | ------ | ----- | ------ | --------------------- |
| Jonny Clayton                       | 95,29  | 5 – 8 | 98,09  | Peter Wright          |
| James Wade                          | 100,20 | 7 – 7 | 101,08 | Dimitri Van den Bergh |
| Gary Anderson                       | 97,65  | 7 – 7 | 94,35  | Nathan Aspinall       |
| José de Sousa                       | 100,80 | 6 – 8 | 98,62  | Michael van Gerwen    |
| Gemiddelde: 98,22                   |        |       |        |                       |
| Hoogste uitgooi: Peter Wright (161) |        |       |        |                       |
| Meeste 180s: José de Sousa (6)      |        |       |        |                       |
| Totaal 180s: 27                     |        |       |        |                       |

#### Speelronde 16 - 27 mei
Marshall Arena, Milton Keynes
|                                        | Gem.   | Score | Gem.   |                    |
| -------------------------------------- | ------ | ----- | ------ | ------------------ |
| Gary Anderson                          | 100,52 | 6 – 8 | 99,51  | James Wade         |
| Nathan Aspinall                        | 92,03  | 3 – 8 | 103,25 | José de Sousa      |
| Peter Wright                           | 94,79  | 6 – 8 | 100,20 | Michael van Gerwen |
| Dimitri Van den Bergh                  | 100,55 | 6 – 8 | 103,92 | Jonny Clayton      |
| Gemiddelde: 99,35                      |        |       |        |                    |
| Hoogste uitgooi: Nathan Aspinall (152) |        |       |        |                    |
| Meeste 180s: James Wade (7)            |        |       |        |                    |
| Totaal 180s: 27                        |        |       |        |                    |

### Play offs - 28 mei
Marshall Arena, Milton Keynes
|                                               | Gem.   | Score  | Gem.   |                 |
| --------------------------------------------- | ------ | ------ | ------ | --------------- |
| Halve finales (HF) (best of 19)               |        |        |        |                 |
| Michael van Gerwen                            | 101,97 | 8 – 10 | 103,25 | Jonny Clayton   |
| José de Sousa                                 | 98,21  | 10 – 9 | 95,93  | Nathan Aspinall |
| Finale (F) (best of 21)                       |        |        |        |                 |
| Jonny Clayton                                 | 100,18 | 11 – 5 | 100,53 | José de Sousa   |
| Gemiddelde: 100,01                            |        |        |        |                 |
| Hoogste uitgooi: Michael van Gerwen (140)     |        |        |        |                 |
| Meeste 180s: José de Sousa (15, combi HF & F) |        |        |        |                 |
| Totaal 180s: 31                               |        |        |        |                 |

|  | Halve finale                | Halve finale |  |                        | Finale                 | Finale |
|  |                             |              |  |                        |                        |        |
|  |                             |              |  |                        |                        |        |
|  | Michael van Gerwen (101,97) | 8            |  |                        |                        |        |
|  | Jonny Clayton (103,25)      | 10           |  |                        |                        |        |
|  |                             |              |  |                        | Jonny Clayton (100,18) | 11     |
|  |                             |              |  | José de Sousa (100,53) | 5                      |        |
|  | José de Sousa (98,21)       | 10           |  |                        |                        |        |
|  | Nathan Aspinall (95,93)     | 9            |  |                        |                        |        |

## Statistieken

### Stand
Bij een gelijk aantal punten wordt er eerst gekeken naar het legsaldo. Als dat gelijk is wordt er gekeken naar het aantal legs dat tegen de darts in werd gewonnen (breaks). Mocht dat ook nog gelijk zijn wordt er gekeken naar het toernooigemiddelde.
| Positie | Speler                | Punten | Gespeeld | Gewonnen | Gelijk | Verloren | Legs gewonnen | Legs verloren | Legsaldo | Breaks | Gemiddelde |
| ------- | --------------------- | ------ | -------- | -------- | ------ | -------- | ------------- | ------------- | -------- | ------ | ---------- |
| 1       | Michael van Gerwen    | 23     | 16       | 10       | 3      | 3        | 103           | 79            | +24      | 36     | 98.68      |
| 2       | José de Sousa         | 20     | 16       | 8        | 4      | 4        | 104           | 84            | +20      | 39     | 100.08     |
| 3       | Nathan Aspinall       | 19     | 16       | 7        | 5      | 4        | 103           | 88            | +15      | 32     | 97.58      |
| 4       | Jonny Clayton         | 18     | 16       | 8        | 2      | 6        | 95            | 88            | +7       | 32     | 99.64      |
| 5       | Dimitri Van den Bergh | 16     | 16       | 6        | 4      | 6        | 95            | 95            | 0        | 34     | 100.20     |
| 6       | James Wade            | 15     | 16       | 5        | 5      | 6        | 93            | 96            | -3       | 31     | 98.89      |
| 7       | Peter Wright          | 15     | 16       | 6        | 3      | 7        | 87            | 95            | -8       | 31     | 96.03      |
| 8       | Gary Anderson         | 13     | 16       | 5        | 3      | 8        | 85            | 98            | -13      | 23     | 97.84      |
| 9       | Rob Cross             | 7      | 9        | 3        | 1      | 5        | 49            | 52            | -3       | 17     | 95.78      |
| 10      | Glen Durrant          | 0      | 9        | 0        | 0      | 9        | 24            | 63            | -39      | 7      | 86.36      |

| Legenda kleuren              |
| ---------------------------- |
| Plaatsing voor play-offs     |
| Uitschakeling na tweede fase |
| Uitschakeling na eerste fase |

### Positie per ronde
| Speler                | 1e Fase (dag 1 t/m 9) | 1e Fase (dag 1 t/m 9) | 1e Fase (dag 1 t/m 9) | 1e Fase (dag 1 t/m 9) | 1e Fase (dag 1 t/m 9) | 1e Fase (dag 1 t/m 9) | 1e Fase (dag 1 t/m 9) | 1e Fase (dag 1 t/m 9) | 1e Fase (dag 1 t/m 9) |               | 2e Fase (dag 10 t/m 16) | 2e Fase (dag 10 t/m 16) | 2e Fase (dag 10 t/m 16) | 2e Fase (dag 10 t/m 16) | 2e Fase (dag 10 t/m 16) | 2e Fase (dag 10 t/m 16) | 2e Fase (dag 10 t/m 16) |
| Speler                | 1                     | 2                     | 3                     | 4                     | 5                     | 6                     | 7                     | 8                     | 9                     | 10            | 11                      | 12                      | 13                      | 14                      | 15                      | 16                      |                         |
| --------------------- | --------------------- | --------------------- | --------------------- | --------------------- | --------------------- | --------------------- | --------------------- | --------------------- | --------------------- | ------------- | ----------------------- | ----------------------- | ----------------------- | ----------------------- | ----------------------- | ----------------------- | ----------------------- |
| Michael van Gerwen    | 4                     | 1                     | 2                     | 3                     | 4                     | 3                     | 3                     | 2                     | 3                     | 2             | 2                       | 1                       | 2                       | 1                       | 1                       | 1                       |                         |
| José de Sousa         | 9                     | 7                     | 8                     | 9                     | 9                     | 6                     | 5                     | 6                     | 6                     | 5             | 4                       | 4                       | 3                       | 3                       | 3                       | 2                       |                         |
| Nathan Aspinall       | 1                     | 6                     | 4                     | 2                     | 3                     | 2                     | 2                     | 3                     | 1                     | 1             | 1                       | 2                       | 1                       | 2                       | 2                       | 3                       |                         |
| Jonny Clayton         | 2                     | 2                     | 3                     | 4                     | 1                     | 4                     | 4                     | 8                     | 5                     | 4             | 5                       | 5                       | 4                       | 4                       | 4                       | 4                       |                         |
| Dimitri Van den Bergh | 5                     | 4                     | 1                     | 1                     | 2                     | 1                     | 1                     | 1                     | 2                     | 3             | 3                       | 3                       | 5                       | 5                       | 5                       | 5                       |                         |
| James Wade            | 6                     | 8                     | 9                     | 8                     | 7                     | 9                     | 7                     | 4                     | 4                     | 6             | 6                       | 7                       | 7                       | 7                       | 7                       | 6                       |                         |
| Peter Wright          | 3                     | 9                     | 7                     | 7                     | 5                     | 7                     | 8                     | 7                     | 7                     | 7             | 8                       | 8                       | 8                       | 6                       | 6                       | 7                       |                         |
| Gary Anderson         | 7                     | 5                     | 6                     | 6                     | 8                     | 5                     | 6                     | 5                     | 8                     | 8             | 7                       | 6                       | 6                       | 8                       | 8                       | 8                       |                         |
| Rob Cross             | 8                     | 3                     | 5                     | 5                     | 6                     | 8                     | 9                     | 9                     | 9                     | Uitgeschakeld | Uitgeschakeld           | Uitgeschakeld           | Uitgeschakeld           | Uitgeschakeld           | Uitgeschakeld           | Uitgeschakeld           |                         |
| Glen Durrant          | 10                    | 10                    | 10                    | 10                    | 10                    | 10                    | 10                    | 10                    | 10                    | Uitgeschakeld | Uitgeschakeld           | Uitgeschakeld           | Uitgeschakeld           | Uitgeschakeld           | Uitgeschakeld           | Uitgeschakeld           |                         |

### Toernooireeks
| Positie | Speler                | 1e Fase (dag 1 t/m 9) | 1e Fase (dag 1 t/m 9) | 1e Fase (dag 1 t/m 9) | 1e Fase (dag 1 t/m 9) | 1e Fase (dag 1 t/m 9) | 1e Fase (dag 1 t/m 9) | 1e Fase (dag 1 t/m 9) | 1e Fase (dag 1 t/m 9) | 1e Fase (dag 1 t/m 9) | 2e Fase (dag 10 t/m 16) | 2e Fase (dag 10 t/m 16) | 2e Fase (dag 10 t/m 16) | 2e Fase (dag 10 t/m 16) | 2e Fase (dag 10 t/m 16) | 2e Fase (dag 10 t/m 16) | 2e Fase (dag 10 t/m 16) | Play-Offs     | Play-Offs     |
| Positie | Speler                | 1                     | 2                     | 3                     | 4                     | 5                     | 6                     | 7                     | 8                     | 9                     | 10                      | 11                      | 12                      | 13                      | 14                      | 15                      | 16                      | HF            | F             |
| ------- | --------------------- | --------------------- | --------------------- | --------------------- | --------------------- | --------------------- | --------------------- | --------------------- | --------------------- | --------------------- | ----------------------- | ----------------------- | ----------------------- | ----------------------- | ----------------------- | ----------------------- | ----------------------- | ------------- | ------------- |
| 1       | Michael van Gerwen    | G                     | W                     | W                     | V                     | G                     | W                     | G                     | W                     | V                     | W                       | W                       | W                       | V                       | W                       | W                       | W                       | V             | -             |
| 2       | José de Sousa         | G                     | V                     | V                     | G                     | W                     | W                     | W                     | V                     | G                     | W                       | G                       | W                       | W                       | W                       | V                       | W                       | W             | V             |
| 3       | Nathan Aspinall       | W                     | V                     | W                     | G                     | G                     | W                     | G                     | W                     | W                     | W                       | V                       | V                       | W                       | G                       | G                       | V                       | V             | -             |
| 4       | Jonny Clayton         | G                     | W                     | W                     | V                     | W                     | V                     | G                     | V                     | W                     | W                       | V                       | W                       | W                       | V                       | V                       | W                       | W             | W             |
| 5       | Dimitri Van den Bergh | G                     | W                     | W                     | G                     | V                     | W                     | W                     | W                     | G                     | V                       | W                       | V                       | V                       | V                       | G                       | V                       | Uitgeschakeld | Uitgeschakeld |
| 6       | James Wade            | G                     | V                     | V                     | W                     | W                     | V                     | W                     | W                     | G                     | W                       | G                       | V                       | V                       | G                       | G                       | W                       | Uitgeschakeld | Uitgeschakeld |
| 7       | Peter Wright          | G                     | V                     | W                     | G                     | W                     | V                     | V                     | W                     | G                     | V                       | V                       | V                       | W                       | W                       | W                       | V                       | Uitgeschakeld | Uitgeschakeld |
| 8       | Gary Anderson         | G                     | W                     | V                     | W                     | V                     | W                     | G                     | V                     | V                     | V                       | W                       | W                       | V                       | V                       | G                       | V                       | Uitgeschakeld | Uitgeschakeld |
| 9       | Rob Cross             | G                     | W                     | V                     | W                     | V                     | V                     | V                     | V                     | W                     | Uitgeschakeld           | Uitgeschakeld           | Uitgeschakeld           | Uitgeschakeld           | Uitgeschakeld           | Uitgeschakeld           | Uitgeschakeld           | Uitgeschakeld | Uitgeschakeld |
| 10      | Glen Durrant          | V                     | V                     | V                     | V                     | V                     | V                     | V                     | V                     | V                     | Uitgeschakeld           | Uitgeschakeld           | Uitgeschakeld           | Uitgeschakeld           | Uitgeschakeld           | Uitgeschakeld           | Uitgeschakeld           | Uitgeschakeld | Uitgeschakeld |

- NB: W = Gewonnen, G = Gelijk, V = Verloren, NG = Niet gespeeld

## Trivia
- José de Sousa verbrak op 27 mei het record van meeste 180'ers in één editie van de  Premier League. Het record, 79 maal 180, stond sinds 2011 op naam van Gary Anderson. Het record staat nu op een aantal van 96. [3]
- De Sousa gooide op diezelfde dag, tegen Nathan Aspinall, een zelden vertoonde finish. De Portugees gooide een score van 120 uit door driemaal tops te gooien. [4]

2005 ·
2006 ·
2007 ·
2008 ·
2009 ·
2010 ·
2011 ·
2012 ·
2013 ·
2014 ·
2015 ·
2016 ·
2017 ·
2018 ·
2019 ·
2020 ·
2021 ·
2022 ·
2023 ·
2024 ·
2025